# Achatodes zeae
Achatodes zeae là một loài bướm đêm trong họ Noctuidae.